# Campionati del mondo di ciclocross 2015 - Gara femminile Elite
La sedicesima edizione della gara femminile Elite dei Campionati del mondo di ciclocross 2015 si svolse il 31 gennaio 2015 con partenza ed arrivo da Tábor in Repubblica Ceca, su un percorso iniziale di 160 mt più un circuito di 3,11 km da ripetere 5 volte per un totale di 15,71 km. La vittoria fu appannaggio della francese Pauline Ferrand-Prévot, la quale terminò la gara in 49'10", alla media di 19,17 km/h, precedendo la belga Sanne Cant e l'olandese Marianne Vos terza.
Presero il via 45 cicliste provenienti da 18 nazioni, 44 completarono la gara.

## Squadre partecipanti
| Ciclisti | Cod. | Squadra     |
| -------- | ---- | ----------- |
| 6        | USA  | Stati Uniti |
| 5        | CZE  | Cechia      |
| 4        | BEL  | Belgio      |
| 4        | FRA  | Francia     |
| 4        | GBR  | Regno Unito |
| 4        | NLD  | Paesi Bassi |
| 3        | ITA  | Italia      |
| 2        | GER  | Germania    |
| 2        | POL  | Polonia     |

| Ciclisti | Cod. | Squadra     |
| -------- | ---- | ----------- |
| 2        | SVK  | Slovacchia  |
| 2        | ESP  | Spagna      |
| 1        | ARG  | Argentina   |
| 1        | AUS  | Australia   |
| 1        | AUT  | Austria     |
| 1        | CAN  | Canada      |
| 1        | JPN  | Giappone    |
| 1        | LUX  | Lussemburgo |
| 1        | SWE  | Svezia      |

## Classifica (Top 10)
| Pos. | Corridore              | Squadra       | Tempo   |
| ---- | ---------------------- | ------------- | ------- |
| 1    | Pauline Ferrand-Prévot | Francia       | 49'10"  |
| 2    | Sanne Cant             | Belgio        | a 1"    |
| 3    | Marianne Vos           | Paesi Bassi   | a 15"   |
| 4    | Nikki Harris           | Gran Bretagna | a 21"   |
| 5    | Katerina Nash          | Cechia        | a 36"   |
| 6    | Lucie Chainel-Lefevre  | Francia       | a 56"   |
| 7    | Helen Wyman            | Gran Bretagna | a 1'21" |
| 8    | Ellen Van Loy          | Belgio        | a 1'35" |
| 9    | Christine Majerus      | Lussemburgo   | a 1'54" |
| 10   | Sophie De Boer         | Paesi Bassi   | a 1'56" |